# 15-я Сибирская кавалерийская дивизия
15-я Сибирская кавалерийская дивизия — соединение кавалерии РККА, созданное во время Гражданской войны в России 1918—1920 годов. Являлось манёвренным средством в руках фронтового и армейского командования для решения оперативных и тактических задач.

## История формирования
15-я Сибирская дивизия сформирована в феврале 1920 года из отдельной кавалерийской бригады Вильмута, 12-й кавалерийской дивизии и кавалерийских полков 2-й и 6-й стрелковых дивизий).

## Боевой путь
Дивизия участвовала в подавлении Тамбовского восстания 1920—1921 годов.

## Командный состав 15-й Сибирской кавалерийской дивизии

### Начальники дивизии
- 2 октября 1920 — 19 декабря 1920 — Беляев[2]
- 20 декабря 1920 — 11 марта 1921 — Голиков Александр Григорьевич[2]
- 13 марта 1921 — 10 мая 1921 — Владимир Власьевич Корольков-Янов[2]
- 10 мая 1921 — 17 июля 1921 — Томин Николай Дмитриевич[2]
- 17 июля 1921 — 29 июля 1921 — исполняющий обязанности Иван Владимирович Тюленев
- 29 июля 1921 — 31 марта 1922 — Дмитриенко Варфоломей Иванович[2]

### Военкомы дивизии
- 2 октября 1920 — 20 февраля 1921 — Николай Фёдоров[2]
- 20 февраля 1921 — 25 марта 1921 — Мироненко[2]
- 25 марта 1921 — 18 мая 1921 — Бороздин[2]
- 19 мая 1921 — 15 ноября 1921 — Гапченко[2]
- 15 ноября 1921 — 31 марта 1922 — Микульский Семён[2]

### Начальники штаба дивизии
- 2 октября 1920 — 12 декабря 1920 — Квест[2]
- 21 декабря 1920 — 10 апреля 1921 — Антонович Александр[2]
- 10 апреля 1921 — 14 мая 1921 — Благосклонный[2]
- 15 мая 1921 — 24 мая 1921 — Иван Владимирович Тюленев[2]
- 24 мая 1921 — 6 сентября 1921 — Жемайтис[2]
- 6 сентября 1921 — 14 октября 1921 — Ляхницкий Владимир Алексеевич[2]
- 14 октября 1921 — 31 марта 1922 — Громбек Николай Владимирович[2]

### Командиры бригад
- 05.1921 —10.1922 — Иван Владимирович Тюленев